# 負鼠目
負鼠目（学名：Didelphimorphia）是脊索动物门哺乳纲的一目，属于美洲有袋总目，目前仅包含負鼠科一科，大部分生活在南美洲，只有北美负鼠生活在北美洲。